# Petxa-kutxa

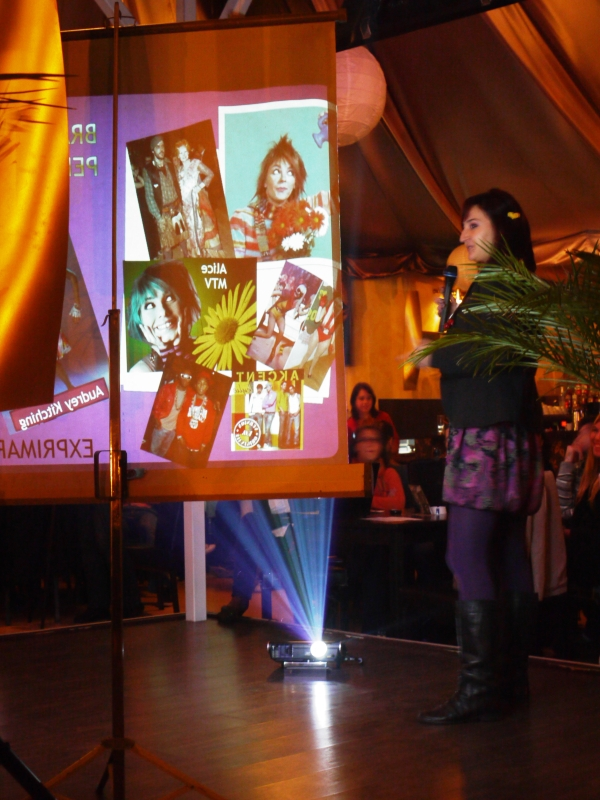
Ponent en un petxa-kutxa a Cluj-Napoca, Romania

Petxa-kutxa o pecha-kucha (japonès: ペチャクチャ, IPA: [petɕa ku͍̥tɕa], “xerrada informal”) és un sistema de presentació que consisteix a projectar vint imatges durant vint segons cadascuna (6 minuts i 40 segons en total). El format, que permet fer presentacions concises i àgils, facilita sessions amb múltiples oradors.